# Berberis elliotii
Berberis elliotii är en berberisväxtart som beskrevs av Ahrendt. Berberis elliotii ingår i släktet berberisar, och familjen berberisväxter. Inga underarter finns listade i Catalogue of Life.